# Henri Expert
Henri Expert, född 1863 i Bordeaux, död 1952 i Tourettes-sur-Loup, var en fransk musikhistoriker.
Expert var bibliotekarie vid konservatoriet i Paris, och var särskilt känd för sina bearbetningar av äldre fransk och fransk-belgisk musik. Bland hans verk märks Les maîtres musiciens de la renaissance française (22 band, 1896–1905).